# Graviskalar
Ein Graviskalar (oder Radion) ist ein hypothetisches Teilchen, welches als Anregung des Gravitationsfeldes in einer Raumzeit mit fünf Dimensionen auftritt. Beschrieben wird dieses durch die Kaluza-Klein-Theorie mit einem fünfdimensionalen metrischen Tensor, welcher aus dem vierdimensionalen metrischen Tensor durch Erweiterung mit einer zusätzlichen Zeile und Spalte entsteht. Wegen Symmetrie entsprechen diese einem zusätzlichen Skalarfeld, eben dem Graviskalar, sowie einem vierdimensionalen Vektorfeld, dem Graviphoton (oder Gravivektor).
In der Kaluza-Klein-Theorie selbst beschreibt das Graviskalar den Radius der über Kaluza-Klein-Kompaktifizierung eingerollten Extradimension. In erweitert supersymmetrischen (N = 2 oder N = 4) Theorien ist das Graviskalar mit Spin 0 eines der Superpartner des Gravitons mit Spin 2. (In N = 1 supersymmetrischen Theorien wird der dann eindeutige Superpartner des Gravitons als Gravitino bezeichnet.)

## Beschreibung
In der Kaluza-Klein-Theorie wird der metrische Tensor {\displaystyle g_{\mu \nu }} der Allgemeinen Relativitätstheorie durch das Graviskalar {\displaystyle \phi } und das Graviphoton {\displaystyle A_{\mu }} erweitert zur Kaluza-Klein-Metrik:
{\displaystyle {\widetilde {g}}_{ab}:={\begin{bmatrix}g_{\mu \nu }+\phi ^{2}A_{\mu }A_{\nu }&\phi ^{2}A_{\mu }\\\phi ^{2}A_{\nu }&\phi ^{2}\end{bmatrix}}.}
Aus den Kaluza-Klein-Einstein-Feldgleichungen lässt sich die Beschreibung des Graviskalars ableiten:
{\displaystyle \square \phi ={\frac {\phi ^{3}}{4}}F^{\mu \nu }F_{\mu \nu }.}
Dabei ergibt sich diese Feldgleichung auch aus der ɸ⁴-Theorie, welche in der Quantenfeldtheorie eine quartische Wechselwirkung beschreibt und von einem Term mit dem Skalarfeld in vierter Ordnung in der Lagrange-Dichte stammt. Genau dieser Term ist auch zentral für die Beschreibung des Higgs-Mechanismus, also taucht ebenfalls in dessen Lagrange-Dichte auf. (Weitere quantenfeldtheoretische Modelle mit einem solchen Term sind das Gross-Neveu- und Thirring-Modell.)